# Wild Palms
Wild Palms é uma mini-série de 5 episódios produzida pela Greengrass Productions. Foi para o ar, pela primeira vez, em maio de 1993, no canal norte-americano ABC. O drama de ficção científica fala sobre os perigos do abuso político da tecnologia dos mass media, focando-se em realidades virtuais.
A série foi baseada numa tira de banda desenhada escrita por Bruce Wagner e ilustrada por Julian Allen, publicada em 1990, na revista Details. Wagner, que também escreveu o guião da série, foi, juntamente com Oliver Stone, o produtor executivo da série. Participam na série atores como James Belushi, Dana Delany, Robert Loggia, Kim Cattrall e Angie Dickinson. Os 5 episódios foram, individualmente, dirigidos por Peter Hewitt, Keith Gordon (dois episódios), Kathryn Bigelow e Phil Joanou.